# Andrea Drews
Andrea Carrie "Annie" Drews est une joueuse américaine de volley-ball née le 25 décembre 1993 à Elkhart (Indiana). Elle joue au poste d'attaquante. Elle est membre de l'équipe nationale féminine de volley-ball des États-Unis.

## Biographie
Annie Drews voit le jour le 25 décembre 1993. Elle grandit à Elkhart, sa ville natale dans l'Indiana. Ses parents sont Mike Drews et Carrie Drews. Son père a joué au basket-ball à la Ball State University et a été entraîneur de basket-ball au lycée pendant dix ans. Son frère, Derek Drews, a également joué au basket-ball à la Western Michigan University. Elle a également une sœur, Erin Courey, qui est une artiste à Grand Rapids, au Michigan. Enfant, Drews a pratiqué de nombreux sports autres que le volley-ball, notamment le basket-ball, le cheerleading, le tennis et l'athlétisme.

### Formation
Elle a fréquenté le lycée Elkhart Central avant d'être transférée au lycée Penn pour jouer au volley-ball. Elle est diplômée de l'Université Purdue en gestion hôtelière et touristique en 2015.

## Palmarès

### Clubs
Championnat de Porto Rico:
- 2017

Championnat du Japon:
- 2020, 2021

### Équipe nationale
Coupe Panaméricaine:
- 2017

World Grand Champions Cup:
- 2017

Ligue des Nations:
- 2018, 2019, 2021

Coupe du Monde:
- 2019

Championnat d'Amérique du Nord:
- 2019

Jeux Olympiques:
- Tokyo 2020

### Distinctions individuelles
- 2019: MVP Final Six Ligue des Nations
- 2019: Meilleur attaquant Coupe du Monde